# Amyris pungens
Amyris pungens är en vinruteväxtart som beskrevs av Ignatz Urban. Amyris pungens ingår i släktet Amyris och familjen vinruteväxter. Inga underarter finns listade i Catalogue of Life.